# Barney Bär als Rekrut
Barney Bär als Rekrut ist ein US-amerikanischer animierter Kurzfilm von Rudolf Ising aus dem Jahr 1941. Es ist der vierte Film über den anthropomorphen Bären Barney Bär.

## Handlung
Die Zeitschrift Strife berichtet in seiner Ausgabe vom 29. Oktober 1940 im Rahmen des US-amerikanischen Verteidigungsprogramms exklusiv über die vielen Schritte, die es von einem einfachen Bürger zu einem Soldaten braucht. Die Zeitschrift verfolgt, wie aus einem Goldfischglas die Nummern derer gezogen werden, die bald darauf eine Einberufung in die Army erhalten. Gezogen wird die Nummer 0000, die zu Mr. Bear gehört. Der hält gerade Winterschlaf, als er ein Telegramm erhält, das ihm ein Jahr Urlaub verspricht. Für die Unterkunft sei gesorgt.
Der Bär erscheint mit allerlei Urlaubsutensilien im Camp und will wieder gehen, als er verschiedene Kanonen und andere Waffen sieht und versehentlich auslöst. Per Bajonett wird er zurück ins Army-Camp gezwungen. Dort steht zunächst eine Gesundheitsüberprüfung an. Der Bär ist zwar zu dick, aber mithilfe eines Korsetts durchaus den Idealmaßen entsprechend. Seine Zähne werden repariert und die Plattfüße aufgepumpt. Der Bär zeigt sich glücklich, als er seine neue Uniform anziehen darf. Weniger erfreut ihn der meilenweite Fußmarsch, den er anschließend mit gesamter Ausrüstung antreten darf. Mitten im Marschieren, als seine Schuhe bereits Feuer gefangen haben, sieht man den Bären wieder in seinem Bett liegen und schlafen. Ein Funken aus dem Kamin weckt ihn schließlich. Froh, dass alles nur ein Traum war, will er gerade wieder einschlafen, als es klingelt. Ein Postbote steht draußen und übergibt ihm ein Telegramm – er ist zur Army eingezogen worden und diesmal ist es kein Traum.

## Produktion
Barney Bär als Rekrut kam am 1. November 1941 als Teil der MGM-Trickfilmserie Barney Bär in Technicolor in die Kinos.

## Auszeichnungen
Barney Bär als Rekrut wurde 1942 für einen Oscar in der Kategorie „Bester animierter Kurzfilm“ nominiert, konnte sich jedoch nicht gegen Der herzlose Retter durchsetzen.